# 戦国無頼
『戦国無頼』（せんごくぶらい）は、1952年（昭和27年）5月22日公開の日本映画である。東宝製作・配給。監督は稲垣浩、脚本は稲垣と黒澤明、主演は三船敏郎。モノクロ、スタンダード、135分、映倫番号:634。
原作はサンデー毎日に連載された井上靖の同名小説であり、落ち武者となった3人の運命を描く。

## キャスト
- 佐々疾風之介：三船敏郎
- 立花十郎太：三國連太郎
- 鏡弥平次：市川段四郎
- おりょう：山口淑子
- 加乃：浅茅しのぶ(宝塚歌劇団)
- 杉寛
- 津田光男
- 片桐恒夫
- 櫻井美智夫
- 坂内永三郎
- 西條悦郎
- 熊谷二良
- 長浜藤夫
- 草間璋夫
- 日方一夫
- 研師惣治：志村喬
- 藤十：東野英治郎
- 三好兵部：香川良介
- 木下の武士：小杉義男
- 浅井の老将：青山杉作
- 老女中：三好栄子
- 高堂国典
- 上田吉二郎
- 田武謙三
- 小宮一晃
- 谷晃
- 廣瀬嘉子
- 北川好子
- 隅田惠子
- 菅沼正
- 加藤茂雄
- 谷三平

## スタッフ
- 監督：稲垣浩
- 製作：田中友幸
- 原作：井上靖
- 脚本：稲垣浩、黒澤明
- 撮影：飯村正
- 音楽：團伊玖磨
- 美術：北猛夫
- 録音：亀山正二
- 照明：西川鶴三
- 監督助手：清水勝也
- 編集：宮本信太郎
- 製作主任：森本朴
- 特殊技術：東宝技術部
- 現像：東宝現像所